# Ostružná (stacja kolejowa)
Ostružná – stacja kolejowa w Ostružnej, w kraju ołomunieckim, w Czechach Znajduje się na wysokości 715 m n.p.m.
Na stacji istnieje możliwość zakupu biletów na wszystkiego rodzaju pociągi oraz rezerwacji miejsc. 

## Linie kolejowe
- 292 Šumperk - Krnov